# 自贵菊
自贵菊（1986年—），云南姚安人，彝族，中华人民共和国政治人物、第十二届全国人民代表大会云南地区代表。
云南楚雄姚安梅葛艺术团成员。2013年，担任全国人大代表。